# 溪湖線
溪湖線，為位於臺灣彰化縣溪湖鎮，由臺灣糖業股份有限公司營運之輕便鐵路。

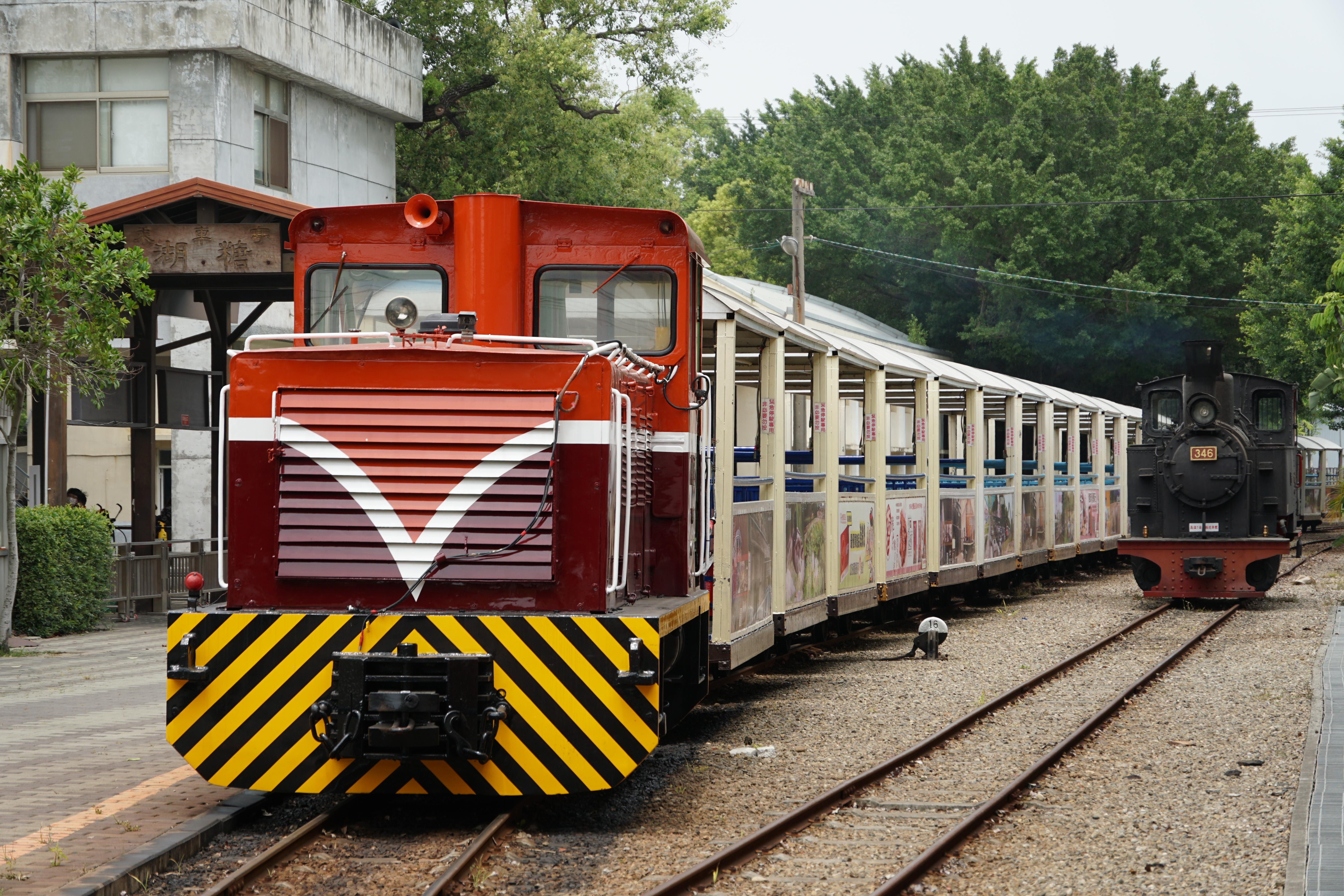
在溪湖糖廠牽引觀光列車的日立牌內燃機車

## 路線資料
- 經營管轄：臺灣糖業
- 路線距離：溪湖＝濁水間3.6km
- 軌距：762mm
- 車站數：3
- 雙線區間：無
- 電化區間：無

## 簡介
溪湖線屬於昔日王功線（王功複線）的一小段，今開行觀光小火車，平日需20人以上預約乘坐（僅使用柴油車頭），例假日開行固定班次，週日另有開行蒸汽火車兩班次。自溪湖車站出發，穿越舊濁水溪，抵達濁水信號所，總長3.6公里。

## 車站一覽
溪湖車站—草埔—濁水信號所

## 歷史
- 2003年6月26日 - 交通部同意烏樹林、蒜頭、溪湖、橋頭等廠客運執照補發。
- 2003年7月18日 - 交授管一字第0920096709號核准行駛，復駛至今。
- 2003年7月核准載客，總長3.6公里，僅溪湖、濁水兩站。

## 外部連結
- 溪湖糖廠蒸汽觀光五分車 （页面存档备份，存于），台灣糖業公司